# Raymond Poincaré

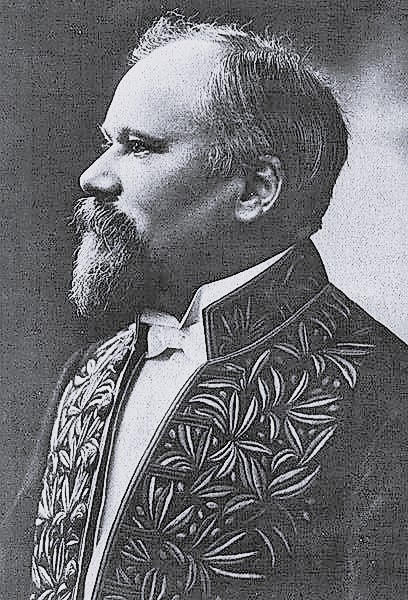
Raymond Poincaré

Raymond Poincaré (Bar-le-Duc, Mosa (Lorena), 20 d'agost, 1860 – París 15 d'octubre, 1934) fou un polític francès que fou Primer ministre de França cinc cops i President de la República francesa del 1913 al 1920.
Era fill del conegut metereòleg Nicolas Antoinin Hélène Poincaré, i cosí del científic Henri Poincaré. Estudià dret a la Universitat de París, i durant un temps va exercir l'advocacia. Va entrar a servir al departament d'agricultura i el 1887 fou elegit diputat pel departament de Mosa. Es guanyà una gran reputació a l'Assemblea Nacional com a economista, raó per la qual fou membre de les comissions pressupostàries del 1890-1891 i 1892. També fou ministre d'educació, belles arts i religió en el primer govern (abril – novembre 1893) de Charles Dupuy, i ministre de finances en el segon i tercer govern d'aquest (maig 1894 – gener 1895).
En el govern d'Alexandre Ribot fou ministre d'instrucció pública. Encara que fou exclòs del govern del Partit Radical que el va succeir, aquest adoptà algunes de les seves propostes. També fou vicepresident de l'Asemblea Nacional la tardor del 1895, i malgrat l'amarga hostilitat dels radicals va mantenir el càrrec el 1896 i el 1897. El 1906 fou nomenat ministre de finances en el govern Sarrien. Durant aquest temps va continuar exercint el dret, i publicà nombrosos volums d'assaig de literatura i afers polítics.
Fou nomenat primer ministre el gener del 1912, i endegà una línia política antialemanya, marcada per la restauració d'estrets lligams amb Rússia i la imposició de dos anys de servei militar obligatori. Fou elegit President de la República francesa el 1913 per a succeir a Armand Fallières (tot vencent a les eleccions al candidat radical-socialista, el nord-català Jules Pams. Intentà fer del seu càrrec un espai de poder efectiu i no només nominal, per primer cop des de la presidència de Mac-Mahon el 1870. En particular maldà per controlar de la política exterior, i els seus sentiments antialemanys provocaren que alguns l'acusessin en part de l'esclat de la Primera Guerra Mundial. La seva política es va veure reforçada encara més amb el nomenament de Georges Clemenceau com a primer ministre el 1917.
El 1920 acabà el seu mandat i fou succeït per Paul Deschanel. El 1922 tornà a ser nomenat primer ministre, des d'on mantingué una política intransigent davant les reparacions de guerra alemanyes amb l'Ocupació del Ruhr de 1923 a 1924, però l'alta despesa que provocava l'ocupació francesa a Alemanya provocà la seva derrota electoral el 1924. La crisi econòmica del 1926 li va permetre tornar novament al poder, i fou novament primer ministre fins que es va retirar el 1929. Va morir a París el 1934.

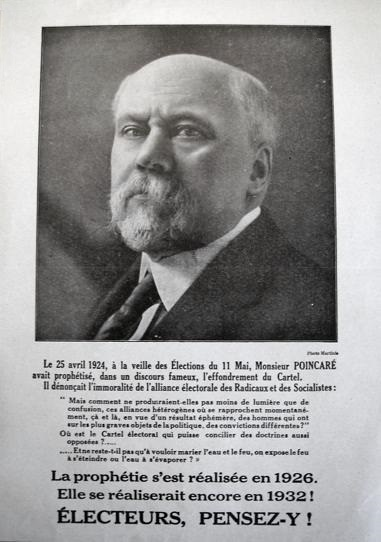
Cartell electoral de 1932 que fa referència a la profecia de Raymond Poincaré